# Пятнистый букканодон
Пятнистый букканодон (лат. Buccanodon duchaillui) — вид птиц из семейства африканских бородаток. Считется единственным видом рода Buccanodon, хотя некоторые исследователи выделиют второй — Buccanodon dowsetti.

## Распространение
Обитают в Африке.

## Описание
Длина тела 15,5—17 см. Масса 30—50 г. И самец, и самка окрашены в глянцево-чёрный цвет и покрыты желтыми отметинами. Верх грудки чёрный. Лоб красно-оранжевый. Клюв чёрный.

## Биология
Питаются мелкими фруктами (например, плодами Allophyllus, Ficus, Heisteria, Musanga, Vismia, Elaeis guineensis, а также насекомыми (например, термитами) и улитками.